# Tsubetsu
Tsubetsu (津別町?) è una cittadina giapponese della prefettura di Hokkaidō.